# طوفان (فیلم ۱۹۵۸)
طوفان (انگلیسی: Tempest) فیلمی ایتالیایی در سبک درام به کارگردانی آلبرتو لاتوادا است که در سال ۱۹۵۸ منتشر شد.

## داستان
در سال 1770 در روسیه، ستوان جوانی به نام گرینیوف پس از آنکه در حالت مستی در یکی از بازدیدهای نظامی غافلگیر می‌شود، به دستور کاترین دوم، امپراتریس روسیه، به یکی از نقاط دورافتاده امپراتوری تبعید می‌گردد: دژ مرزی بیلوگورسک.
در مسیر رسیدن به محل خدمت جدید، گرینیوف در طوفانی سهمگین گرفتار می‌شود و جان مردی ناشناس را نجات می‌دهد؛ مردی که بعداً مشخص می‌شود همان پوگاچف است، قزاقی که به‌زودی رهبری یک شورش بزرگ را بر عهده خواهد گرفت.
با رسیدن به دژ، گرینیوف تحت فرمان کاپیتان میرونوف قرار می‌گیرد، فرمانده‌ای ساده‌دل و محترم که دختر جوانی به نام ماشا دارد. گرینیوف به‌زودی شیفته ماشا می‌شود، اما عشق او بی‌رقیب نیست؛ ستوان چوابرین نیز دل در گرو ماشا دارد و همین موضوع تنش‌هایی میان دو افسر به وجود می‌آورد.
در پس‌زمینه این روابط، خطر شورش قزاق‌ها با رهبری همان مردی که گرینیوف روزی نجاتش داده بود، به‌سرعت نزدیک می‌شود و سرنوشت او، عشقش و وفاداری‌اش به امپراتوری در معرض آزمونی سخت قرار می‌گیرد.

## بازیگران
- سیلوانا مانگانو
- وان هفلین
- ویوسا لیندفورش
- ویتوریو گاسمن
- اگنس مورهد
- اسکار هومولکا
- کلودیو گورا
- هلموت دانتینه
- جفری هورن
- رابرت کیت